# Rejestr kozacki

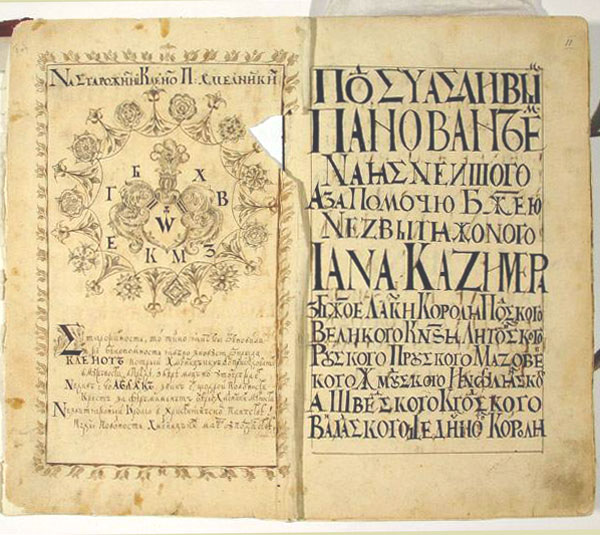
Strona tytułowa rejestru kozackiego po ugodzie zborowskiej 1649

Rejestr kozacki – spis Kozaków, których Rzeczpospolita wykorzystywała jako żołnierzy zaciężnych w służbie wojskowej do obrony południowo-wschodnich ziem ruskich Korony przed najazdami Tatarów krymskich.
Rejestr został wprowadzony przez Zygmunta II Augusta po Unii Lubelskiej. Kozacy wpisani do rejestru mieli zagwarantowaną wolność osobistą, egzempcję wojskową i otrzymywali żołd ze skarbu państwa, innym natomiast groziło wprzęgnięcie w system feudalno-pańszczyźnianych zależności.
Kozacy nieobjęci rejestrem domagali się przez wiele lat jego poszerzenia, występowali przeciwko magnaterii kresowej (pochodzenia polskiego lub ruskiego).
Rejestr objął pierwotnie 500 Kozaków. Z czasem liczba Kozaków rejestrowych się zwiększała, lecz i tak nie wszyscy chętni mogli być do niego wpisani.
Ordynacja kurukowska z 1625 ustalała wysokość rejestru na 6 tysięcy.
Po powstaniu Pawluka Sejm w 1638 r. uchwalił Ordynację wojska zaporoskiego regestrowego w służbie Rzeczypospolitej będącego traktującą wszystkich  Kozaków, którzy pozostali poza rejestrem jako w chłopy obrócone pospólstwo.
Gdy Władysław IV w latach 40. XVII wieku, mając w planach wojnę z Turcją, ogłosił zwiększenie liczby Kozaków rejestrowych z 6000 do 12 000, stawiło się aż 24 000 Kozaków. Nie w smak było to magnatom, którzy oskarżyli króla o tworzenie stałej armii, po to by zaprowadzić w Rzeczypospolitej monarchię absolutną.
W rezultacie większość Kozaków pozostała poza rejestrem, co zemściło się na Rzeczypospolitej podczas powstania Chmielnickiego. Na przykład przed bitwą nad Żółtymi Wodami w kwietniu 1648 r. Kozacy rejestrowi z wojsk pod komendą Stefana Potockiego (syna hetmana wielkiego koronnego Mikołaja Potockiego), podporządkowani bezpośrednio pułkownikowi Stanisławowi Krzeczowskiemu przeszli na stronę powstańców – Kozaków Zaporoskich i przesądzili o klęsce wojsk Rzeczypospolitej.
Ugoda zborowska w 1649 ustaliła rejestr na 40 tysięcy, ugoda w Białej Cerkwi w 1651 na 20 tysięcy, Unia hadziacka w 1658 - 30 tysięcy albo jako Wielmożny Hetman Zaporoski na Regestrze poda.
Rejestr kozacki został zniesiony przez sejm po pokoju karłowickim (1699), kończącym wojny polsko-tureckie. W konsekwencji zniesienia rejestru wybuchło w 1702 oparte na likwidowanych kozackich pułkach rejestrowych powstanie Paleja, ostatnie powstanie kozackie przeciw Rzeczypospolitej.